# Gravsteinen
Der Gravsteinen  (norwegisch für Grabstein) ist ein 780 m hoher Nunatak im ostantarktischen Königin-Maud-Land. In der Maudheimvidda ragt er im nördlichen Abschnitt der Mannefallknausane auf.
Wissenschaftler des Norwegischen Polarinstituts benannten ihn 1967 deskriptiv.